# Annes Elwy
Annes Elwy (* 7. Juni 1992 in Südwales) ist eine walisische Schauspielerin.

## Leben
Elwy besuchte das Royal Welsh College of Music and Drama. Ihre erste Filmbesetzung hatte sie 2010 im Film Yr Ymadawiad. 2017 spielte sie eine der Hauptrollen in dem Spielfilm King Arthur: Excalibur Rising. Im gleichen Jahr spielte sie in den Fernsehserien Electric Dreams und Little Women mit. 2018 war sie im Spielfilm Apostle zu sehen. 2019 verkörperte sie in sechs Episoden der Fernsehserie Hidden die Rolle der Mia Owen.

## Filmografie
- 2010: Yr Ymadawiad
- 2017: King Arthur: Excalibur Rising
- 2017: Philip K. Dick’s Electric Dreams (Fernsehserie, Episode 1x02)
- 2017: Little Women (Mini-Fernsehserie, 3 Episoden)
- 2018: Apostle
- 2019: Hidden (Fernsehserie, 6 Episoden)
- 2021: The Feast